# Julián Ortiz Canelas
Julián Ortiz Canelas y Mola (Cadis, 1767 - 1825) va ser un marí i astrònom espanyol, director de l'Observatori de San Fernando.
Fill del capità d'infanteria Tomás Ortiz-Canelas de la Torre i de Gertrudis Mola y Esteller, després de realitzar els seus estudis a l'Acadèmia de Guàrdies Marines del Castell de la Vila de Cadis, s'embarcà en la fragata Santa Perpetua i al navili Santa Isabel, participant en diverses escaramusses bèl·liques contra vaixells anglesos.
El 1783 va ser destinat a l'estudi de l'astronomia en el Reial Institut i Observatori de l'Armada, a les ordres de Vicente Tofiño de San Miguel. Mesos més tard, quan Tofiño s'encarregà dels treballs hidrogràfics per a l'aixecament de l'Atles Marítim d'Espanya, va ser destinat a aquestes tasques. Va prendre part en les sis campanyes de mar que es van organitzar entre 1783 i 1788. Finalitzat el treball hidrogràfic va tornar a Cadis, on va començar a exercir tasques astronòmiques en el Reial Observatori mentre realitzava a l'Acadèmia de Guàrdies Marines, que ja havia estat traslladada a la Isla de León, els anomenats cursos d'estudis majors de matemàtiques (1789-1792).
El 1793, a conseqüència de la guerra contra França, s'embarcà novament, amb diverses destinacions al navili Purísima Concepción, a la plaça de Toló, en els navilis Santa Isabel, Glorioso i San Fulgencio, i a la fragata Paz. En 1797 va participar en el combat naval entre les esquadres britànica i espanyola al Cap de São Vicente. El 1798 és nomenat oficial fix del Reial Observatori, traslladant-se des de Cadis a la Isla de León. Poc temps després de dedicar-se a les tasques científiques, el 1801 li fou conferida la direcció en caràcter interí de l'Observatori. Després que el 2 de juliol de 1804 fos ascendit a capità de fragata, fou nomenat director propietari de l'Observatori Reial de la Isla de León. Des de llavors, i fins a la seva mort, va romandre al capdavant d'aquesta institució científica de l'Armada.
Durant el període de la seva direcció es va produir la consolidació de la independència de l'Observatori respecte a la Companyia de Guàrdies Marines, de la qual havia depès des de la seva fundació el 1753. Després d'un viatge a Londres, en el qual va tenir ocasió de visitar l'Observatori Reial de Greenwich, va proposar als seus superiors seguir el model britànic, encarregant per a això els instruments Astrometria amb què pretenia convertir l'Observatori de San Fernando a un observatori de primer meridià. Durant els primers anys del segle xix va realitzar nombroses observacions astronòmiques i va impulsar els treballs de l'Oficina d'Efemèrides de l'Observatori, dedicada al càlcul de l'Almanac Nàutic des de 1791. Com a conseqüència de la decisió oficial d'atorgar a l'Observatori de Madrid el privilegi de la publicació i venda de l'anomenat Almanaque Civil, va redactar una extensa memòria dirigida a les Corts en la qual va manifestar la seva oposició a l'esmentada decisió, proposant un profund pla de reformes per a l'Observatori. Gràcies a això, va aconseguir que l'esmentat privilegi tornés a l'Observatori de San Fernando a 1823.

## Treballs publicats[3]
- Diario de las campañas para levantar la carta hidrográfica de las costas españolas y de las de África desde el estrecho de Gibraltar hasta Burgía
- Extracto de las observaciones astronómicas hechas el Real Observatorio de la Isla de León por el teniente de navñio don Julián Ortiz-Canelas
- Redacción de una memoria sobre la ocultación de Antares por la Luna, observada el 20 de marzo de 1805
- Memoria sobre el eclipse de Sol del dia 16 de junio de 1806. Observaciones en la Isla de León
- Mayores mareas de los años 1806, 1807, 1808 y 1809
- Representación elevada al Congreso nacional sobre resolución dada en sesión extraordinaria de 5 de noviembre de 1820, relevando al Observatorio del encargo de publicar y vender el Almanaque Civil de la Península, Baleares y Canarias, y con cediendoselo al Obsevatorio de Madrid